# Tilia heterophylla
Tilia heterophylla es una especie arbórea de la familia de las malváceas, género Tilia.

## Distribución
Es originaria de los bosques mésicos en el este de América del Norte desde el centro del estado de New York hasta el sur y  suroeste de Florida y al oeste con Misuri; muy común en los  Montes Apalaches.

## Características
La principal caresterísica diferenciadora de otros especies de Tilia norteamericanos es la presencia del denso follaje (tomentum) con ligeras vetas blancas bajo las hojas. Ampliamente conocida como una  variedad of Tilia americana, como Tilia americana var. heterophylla (Vent.) Loudon, a través de otros diversos lugares generles y relacionados con otros árboles de Tilia es el "tomento" en el reverso de las hojas de Europa y Asia, como la  Tilia tomentosa. Es complicado ver un ejemplar auténtico de esta especie, ya que hay muchos árboles de esta tilia hibridados con la Tilia americana.

## Descripción
Árbol de tamaño medio, llegando a crecer hasta 27 m de altura con troncos de 90 cm diámetro. Las hojas son muy diferentes desde la base  ( 7–19 cm long. y 6–14 cm ancho) , con dentados suaves en los márgenes ; son de un color verde suave . Las flores son producidas en conjuntos de  10 a 24 flores juntas; son vigorosas tales como la T. americana. El fruto  es esférico , de unos 13 mm diametrales, y son punteados en la base.

## Usos
Las hojas jóvenes son usadas para hacer un té aromático.

## Taxonomía
Tilia heterophylla fue descrita por Étienne Pierre Ventenat y publicado en Anales de Historia Natural 2(4): 68–69. 1800.
Etimología
Tilia: nombre genérico que deriva de las palabras griegas: ptilon (= ala), por la característica de las brácteas que facilita la propagación de la fruta por el viento.
heterophylla: epíteto latíno que significa "con hojas diferentes".